# 이스라엘 카스트로
이스라엘 카스트로 마시아스(스페인어: Israel Castro Macías ~ )는 멕시코의 전 축구 선수로, 포지션은 미드필더이다.
현재 멕시코시티의 크루스 아술(클럽)에서 수비형 미드필더로 활동하고 있다. 2002년 푸마스에 데뷔하였으며, 2004년 캠페인에서 아주 중요한 역할을 하였다. 팬들은 그를 "은하계의 자객"이라고 부르기도 한다. 2011년 크루스 아술로 이적했다.